# Żydokomuna

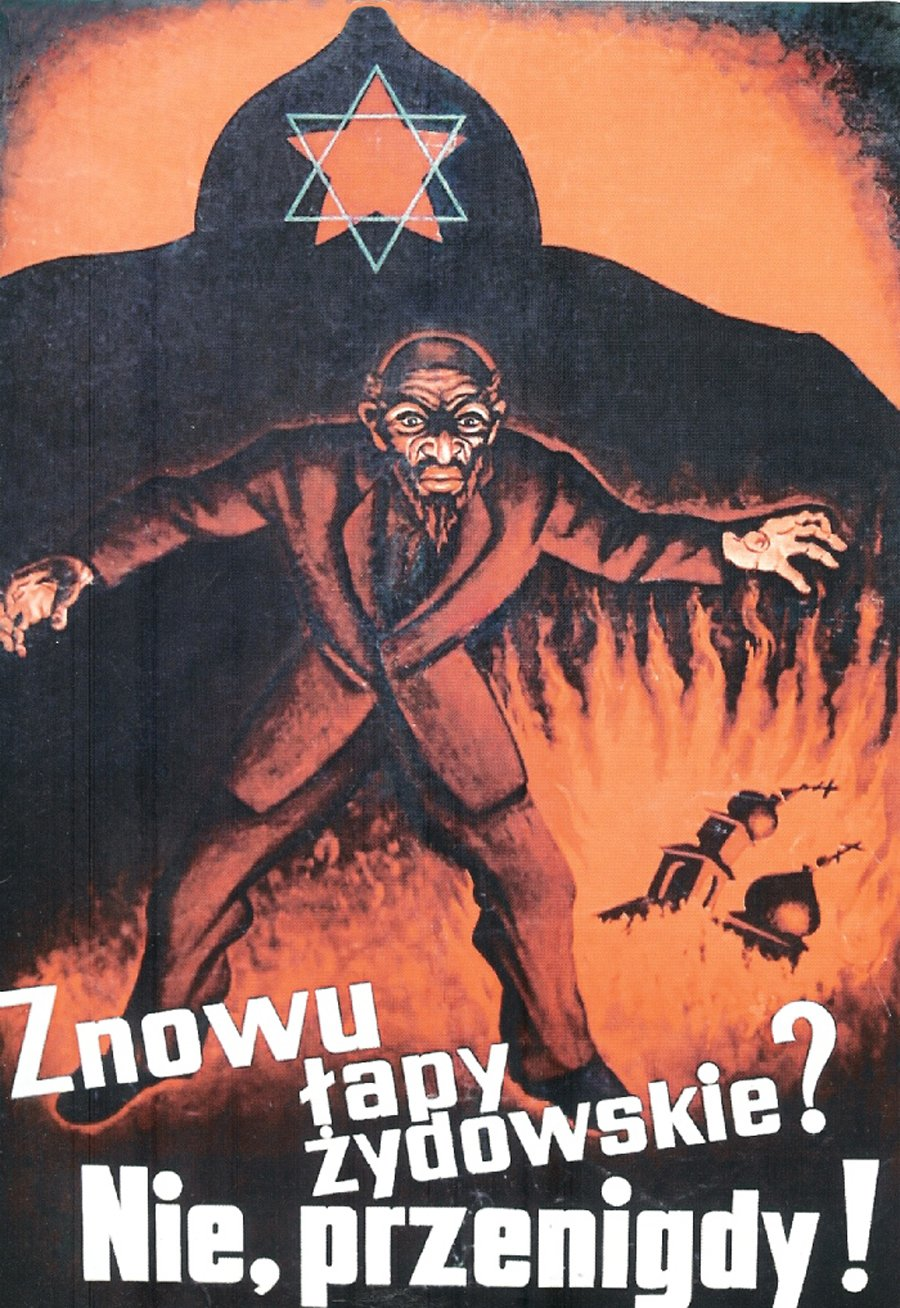
Propagande polonaise du temps de la guerre Guerre soviéto-polonaise, (1920-1921), « Pions des juifs encore ? Jamais ! » ciblant les citoyens orthodoxes de Pologne dans les territoires de l'Est.

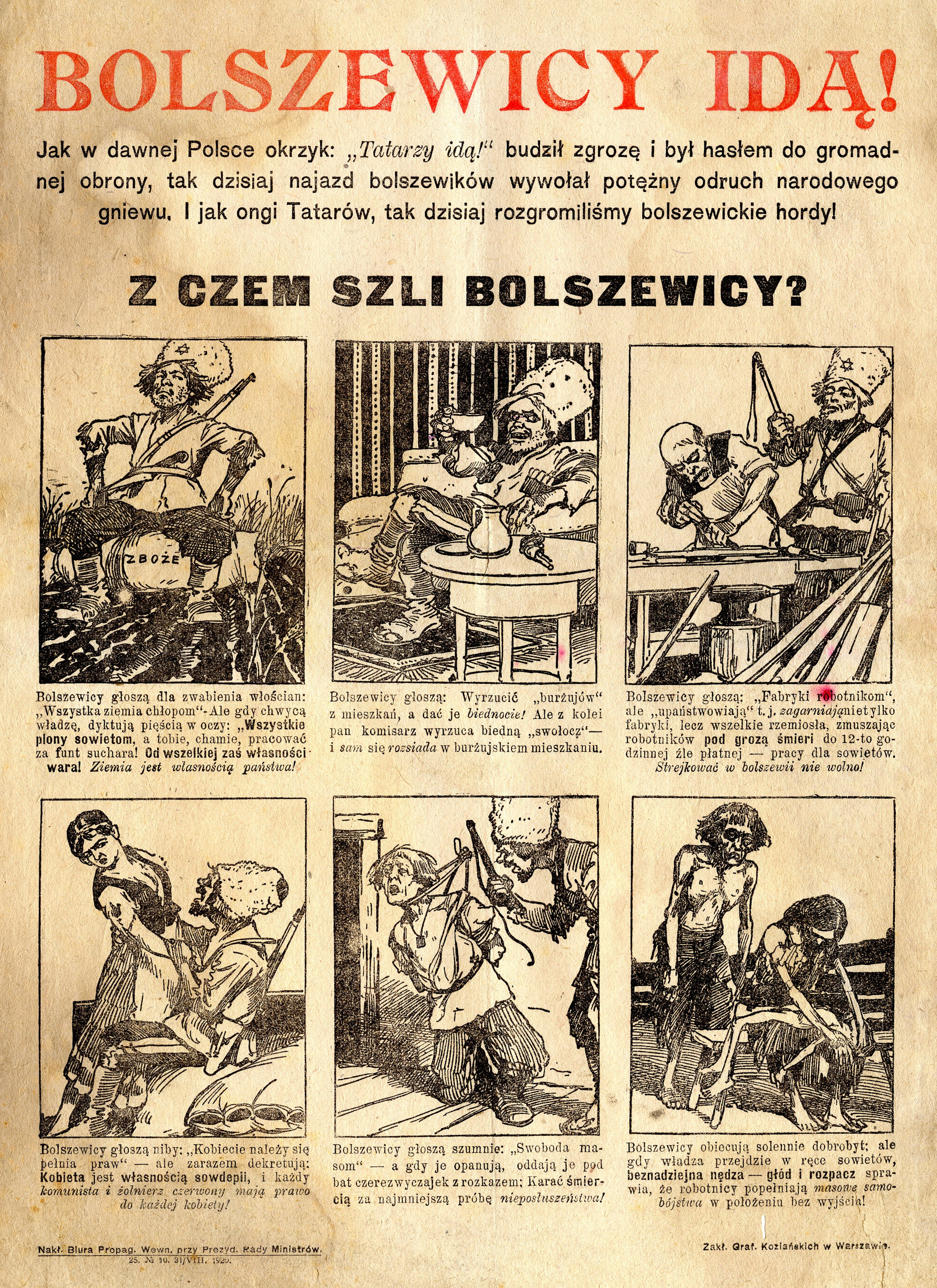
Propagande polonaise antibolchévique, 1920.

« Żydokomuna » (polonais), « yid-Commie », (anglais), est une accusation antisémite ou antijudaïque utilisée depuis l'établissement d'un État-nation indépendant et moderne en Pologne à partir de 1918 (voir Deuxième république de Pologne). Elle consiste d'une part à accuser les juifs d'avoir généré le communisme en Pologne et d'autre part à identifier ce « judéo-communisme » comme la partie d'un complot juif plus vaste visant la prise du pouvoir. 
Il est l'équivalent polonais de l'expression politique et concept du judéo-bolchevisme, utilisée dans les autres pays.
L'accusation a perduré durant la République populaire de Pologne, et se retrouve encore aujourd'hui dans des publications conspirationnistes et d'extrême-droite.